# Alchemilla chevalieri
Alchemilla chevalieri är en rosväxtart som beskrevs av De Wild.. Alchemilla chevalieri ingår i släktet daggkåpor, och familjen rosväxter. Inga underarter finns listade i Catalogue of Life.